# 10684 Бабкіна
10684 Бабкіна (10684 Babkina) — астероїд головного поясу, відкритий 8 вересня 1980 року.
Тіссеранів параметр щодо Юпітера — 3,632.